# 圣潘克拉齐奥-萨伦蒂诺
圣潘克拉齐奥-萨伦蒂诺（義大利語：San Pancrazio Salentino），是意大利布林迪西省的一个市镇。总面积55平方公里，人口10367人，人口密度188.5人/平方公里（2009年）。ISTAT代码为074015。

## 友好城市
- 義大利比謝列